# Dracula - Vampirus in fabula
Dracula - Vampirus in fabula è una colonna sonora composta da Riccardo Zara, per l'omonimo film del regista Flavio Sala, pubblicata su CD nel 2002 dalla GRG. 

## Tracce
1. GBG Production (0:30)
2. Fuga in cripta (4:15)
3. Vampirus in fabula (2:35)
4. Locanda (3:40)
5. Vampira (2:25)
6. Pipistrello (2:20)
7. Frati (1:45)
8. Peter al castello (2:18)
9. Minuetto per il Conte (2:30)
10. Conte apparizione (1:47)
11. Cena con il Conte (1:45)
12. Cena con frusta (0:35)
13. Cena con Dracula (0:50)
14. Cena col vampiro (1:45)
15. Primo morso (0:55)
16. Peter & Margaret (2:28)
17. Vampire (3:49)
18. Risveglio (2:29)
19. Convento (3:00)
20. L'ira del Conte (1:36)
21. Il vampiro-frati show (2:25) *
22. Esorcismo (3:48)
23. Inseguimento (2:23)
24. Combattimento (2:50)
25. Fuga e morte (3:30)
26. Vampirus in fabula reprise (4:00)

* Il brano 21 Il vampiro-frati show è composto da A. Peternier e F. Rizzi.